# Meulière (géologie)
Pour les articles homonymes, voir Meulière.
La pierre meulière, ou meulière, est une roche sédimentaire siliceuse (ou roche siliceuse) utilisée jusqu'aux environs des années 1880 pour fabriquer des meules à grains, d'où son nom. Seules les parties les plus denses d'un banc de meulière peuvent convenir à la fabrication de meules, ne laissant pas s’échapper de grains à l’usure (à la différence du grès) .
Elle a longtemps été utilisée comme un excellent matériau de construction. Cette pierre est en effet à la fois extrêmement solide, insensible à l’altération de l’eau de pluie, imperméable et poreuse (meulière caverneuse, c’est-à-dire trouée comme de l'emmental). Cette structure vacuolaire lui confère un certain pouvoir d'isolation thermique et phonique très apprécié. Comme les autres pierres naturelles, son usage est beaucoup moins fréquent de nos jours, au profit de matériaux moins coûteux.

## Formation
La meulière résulte en général de la silicification irrégulière de calcaires ou de marnes lacustres, en masses irrégulières, arrondies ou anguleuses, massives et homogènes (meulière compacte) ou d'aspect bréchique, parfois alvéolaire (meulière caverneuse formée par dissolution du calcaire). Cette évolution géochimique complexe (appelée meuliérisation) lors d'une phase de continentalisation proviendrait de la désilicification des argiles (altération pédologique des niveaux argileux) lors des périodes d'assèchement du lac, associée à une silicification climatique des calcaires ou des marnes.

## Gisements et utilisations
Il existe de nombreux gisements de meulière aux alentours de Paris, de meulière de Brie d’âge stampien et la meulière de Montmorency d’âge chattien. Son usage remonte à l'âge du bronze.
Cette pierre a beaucoup servi à la construction, plutôt pour des édifices de qualité comme des ouvrages d'art ou des villas appelées « meulières ».
C'est une pierre qui marque le style architectural des communes environnant Paris. En effet, en Essonne, dans le Val-d'Oise (par exemple, près de la forêt de Montmorency), les Yvelines, le Val-de-Marne, la Seine-et-Marne, les Hauts-de-Seine, la Seine-Saint-Denis, et le sud de l'Oise beaucoup d'architectes ont utilisé la meulière pour des constructions, notamment du XIXe siècle aux années 1930. Le style qui en ressort est plus particulièrement caractéristique des bâtiments de style Art nouveau, avec notamment l'utilisation de fer forgé et souvent imbrications de céramique et de faïence sur les façades, qui viennent en compléter l'esprit architectural.

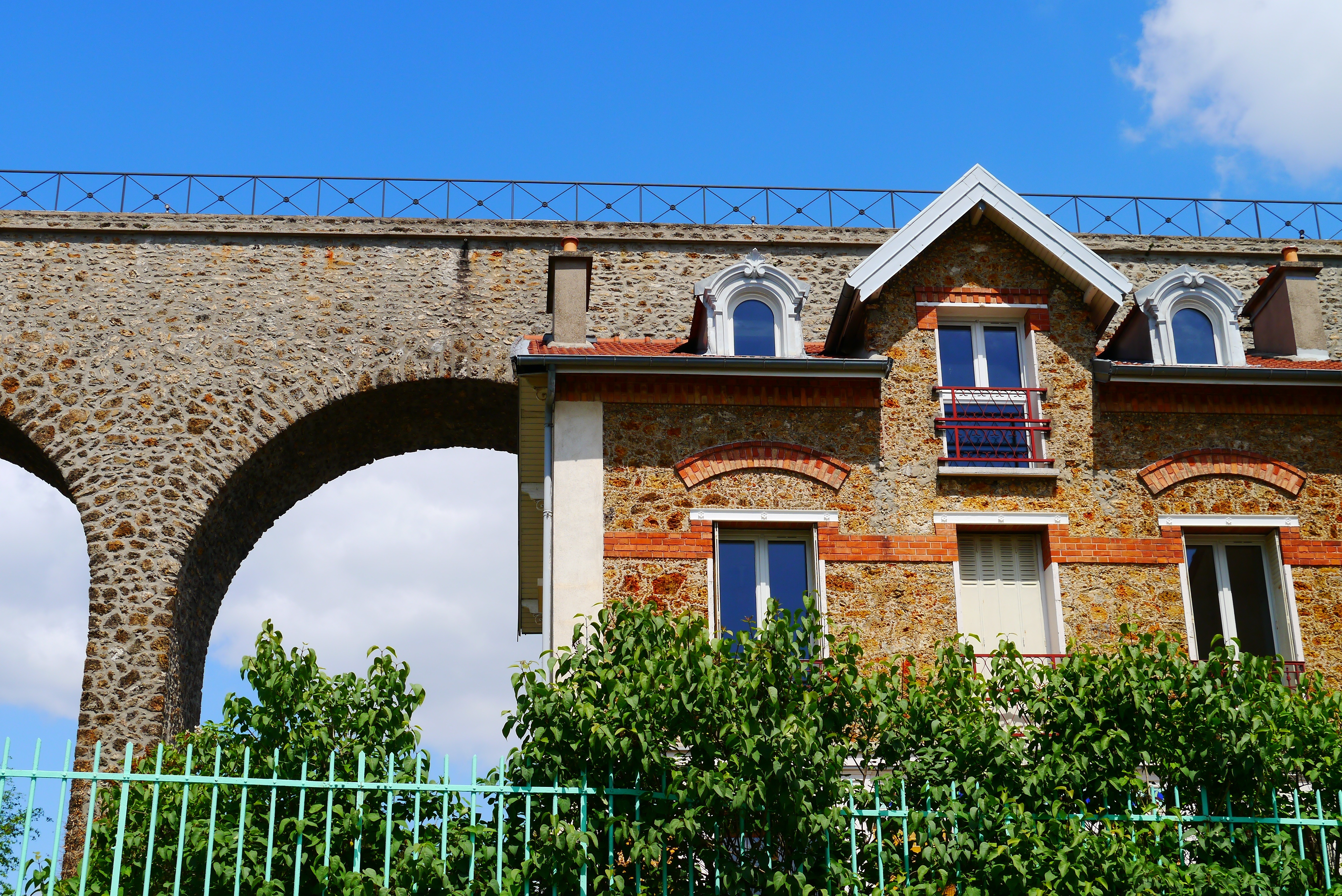
Deux constructions comportant de la pierre meulière, dans le Val-de-Marne : au second plan, à gauche, des arches supérieures des aqueducs d'Arcueil et de Cachan et au premier plan, à droite, une maison particulière, rue du Chemin-de-Fer à Cachan.
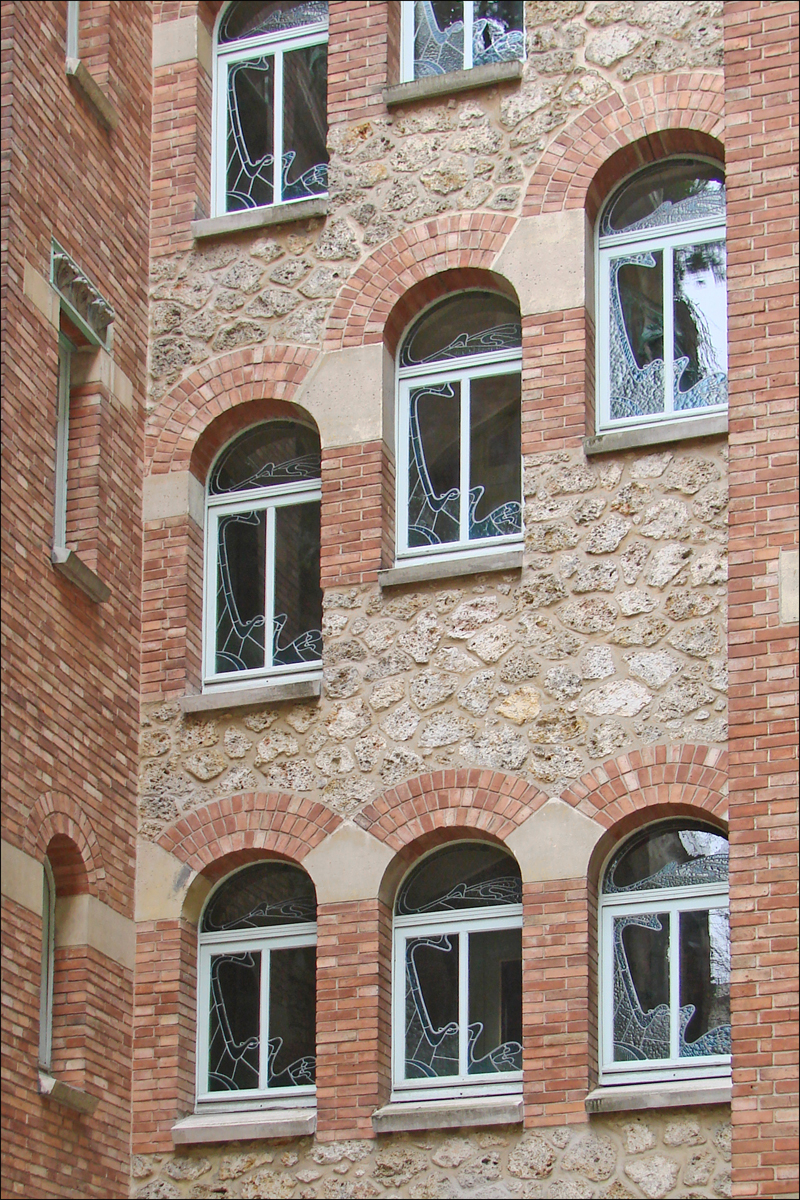
Utilisation de la pierre meulière, ici combinée à de la brique, sur une façade, donnant sur la cour intérieure, d'une réalisation emblématique de l'Art nouveau : le Castel Béranger à Paris, immeuble de rapport de l'architecte Hector Guimard (1895-1898).
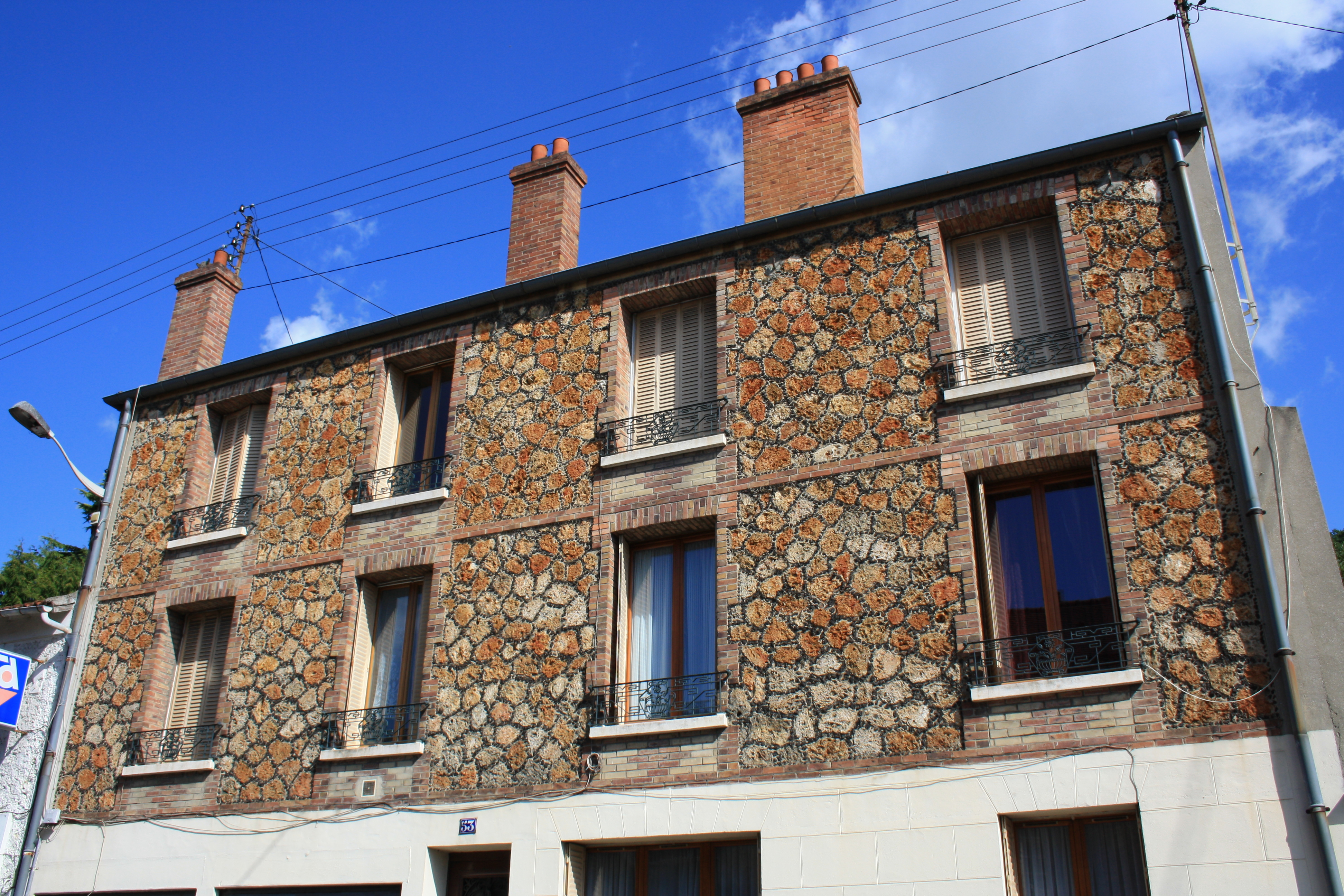
Utilisation de la pierre meulière sur la façade d'un petit immeuble, rue de la Porte-de-Paris à Chevreuse (Yvelines).
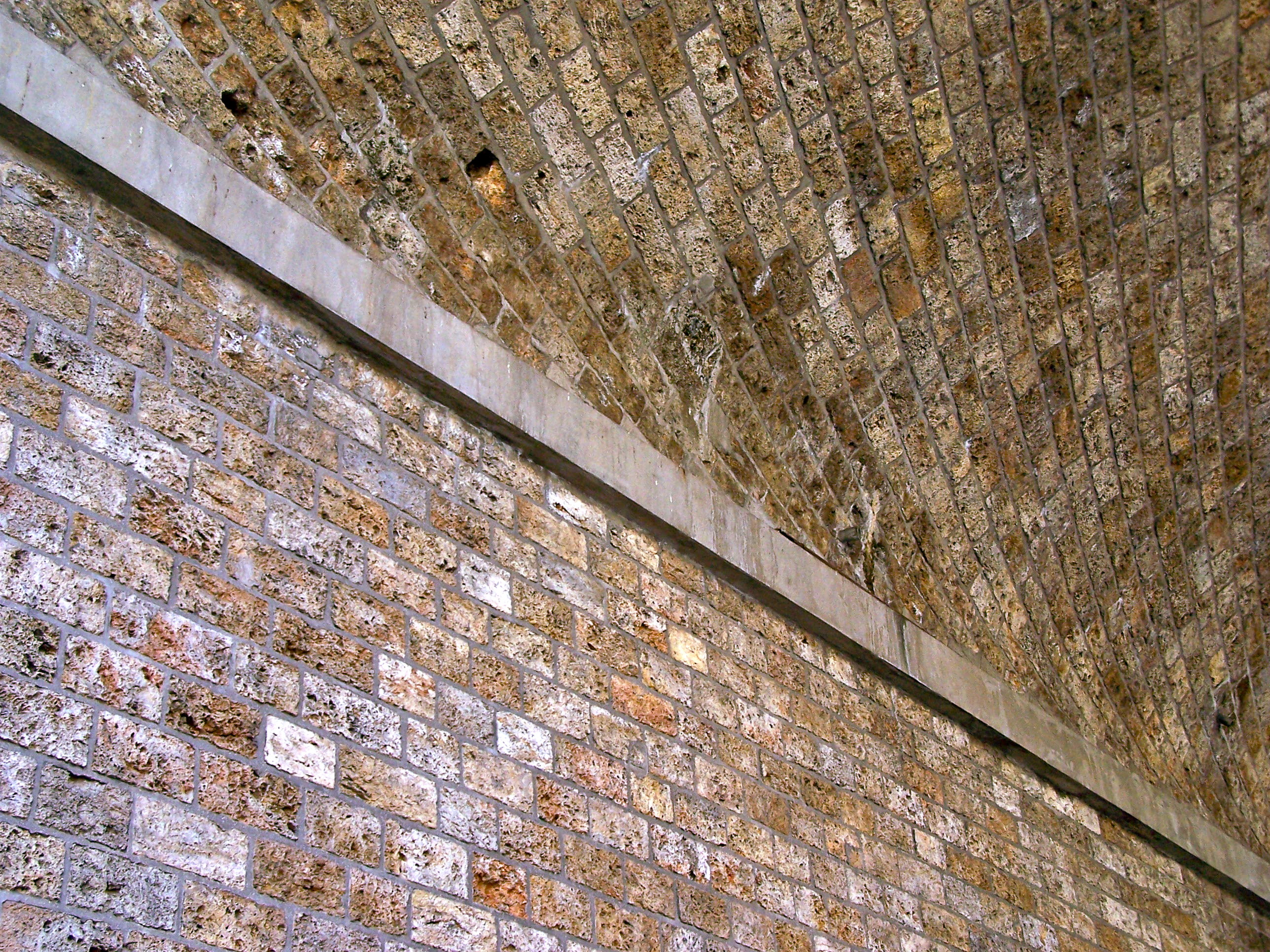
Voûte en pierre meulière, rue d'Alésia à Paris.